# Paolo Veronese

Uczta w domu Lewiego

Paolo Veronese (ur. 1528 w Weronie, zm. 19 kwietnia 1588 w Wenecji) – włoski malarz, jeden z najwybitniejszych twórców renesansowych tworzących w XVI-wiecznej Wenecji. Urodził się jako Paolo Cagliari lub Paolo Caliari; często nazywany Werończykiem (Veronese) z racji miejsca swych narodzin.
Malował freski i obrazy o tematyce religijnej, historycznej i mitologicznej. W dziełach artysty łatwo zauważyć zamiłowanie do wyszukanej ornamentyki. W swej twórczości łączył wątki religijne ze scenami rodzajowymi. Na swoich obrazach przedstawiał najczęściej życie codzienne Wenecji z czasów jemu współczesnych.

## Dzieła malarza
- Junona obsypuje Wenecję łaskami – 1553, olej na płótnie, 365 × 147 cm, Pałac Dożów, Wenecja
- Męczeństwo świętej Justyny – 1555, olej na płótnie, 103 × 113 cm, Galeria Uffizi
- Koronacja Estery – 1555 – 1556, olej na płótnie, 500 × 370 cm, kościół San Sebastiano, Wenecja
- Gody w Kanie Galilejskiej – (1562 – 1563), olej na płótnie, 666 × 990 cm, Luwr, Paryż
- Święta Rodzina ze Świętą Barbarą i małym św. Janem – ok. 1562, olej na płótnie, 86 × 122 cm, Galeria Uffizi
- Madonna z Dzieciątkiem, św. Elżbietą, małym Janem Chrzcicielem i św. Katarzyną – 1565–1670, olej na płótnie, 103.8 × 158.1 cm, Timken Museum of Art, San Diego
- Alegoria miłości I – ok. 1570, olej na płótnie, 190 × 190 cm, Galeria Narodowa w Londynie
- Alegoria miłości II – ok. 1570, olej na płótnie, 187 × 189 cm, Galeria Narodowa w Londynie
- Wenus i Mars – 1570, olej na płótnie, 205,7 × 161 cm, Metropolitan Museum of Art, Nowy Jork
- Madonna rodu Coccina – 1571, olej na płótnie, 164 × 416 cm, Gemäldegalerie, Drezno
- Bitwa pod Lepanto – 1572, olej na płótnie, 169 × 137 cm, Gallerie dell’Accademia, Wenecja
- Uczta w domu Lewiego – 1573, olej na płótnie, 555 × 1280 cm, Gallerie dell’Accademia, Wenecja
- Pokłon Trzech Króli – 1573, olej na płótnie, 335,5 × 320 cm, Galeria Narodowa w Londynie
- Zaślubiny św. Katarzyny – 1575, olej na płótnie, 337 × 241 cm, Gallerie dell’Accademia, Wenecja
- Wenus i Mars – 1575, olej na płótnie, Galleria Sabauda, Turyn
- Pietà – 1576 – 1582, olej na płótnie, 147 × 111,5 cm, Ermitaż, Petersburg
- Porwanie Europy – 1580, olej na płótnie, 240 × 303 Pałac Dożów, Wenecja
- Apoteoza Wenecji – 1578 – 1585, olej na płótnie, 904 × 580 cm, Pałac Dożów, Wenecja
- Alegoria Cnoty i Występku lub Wybór Herkulesa – ok. 1580, olej na płótnie, 219 × 169,5 cm, Frick Collection, Nowy Jork
- Ofiara Abrahama[1] – 1586, olej na płótnie, Muzeum Prado, Madryt.
- Alegoria źródła Mądrości i Mocy – 1580, olej na płótnie, 214.6 × 167 cm, Frick Collection, Nowy Jork
- Wenus i Adonis – 1580, olej na płótnie, 212 × 191 cm, Prado, Madryt
- Chrzest Chrystusa – ok. 1580, olej na płótnie, 196 × 133 cm, Palazzo Pitti, Florencja
- Śmierć Prokis – przed 1582, 162 × 190 Musée des Beaux Arts, Strasbourg
- Lukrecja – ok. 1580, olej na płótnie, 109 × 90.5 cm, Muzeum Historii Sztuki w Wiedniu, Wiedeń
- Herkules, Dejanira i centaur Nessus – ok. 1586, płótno 68 × 53, Kunsthistorisches Museum, Wiedeń
- Siedzący pies – olej na płótnie, 44 × 82 cm, Galeria Narodowa, Oslo
- Znalezienie Mojżesza

### Freski
- freski w willi Barbaro koło Maser (1563)
- freski w weneckim Pałacu Dożów
- Męczeństwo św. Sebastiana – 1558, 350 × 480 cm, kościół San Sebastiano, Wenecja